# ゴンバ県
ゴンバ県(ゴンバけん、英語：Gomba District)はウガンダの中央地域西部の県。
2014年の人口は16万75人。
県都はカノニ。

## 地理
- 西～北：ムベンデ県
- 北東：ミティアナ県
- 東：ブタンバラ県
- 南東：カルング県
- 南：ブコマンシンビ県
- 南西：センバブレ県

県都カノニは、首都カンパラから道なりに約97km南西に位置する。

また、ムピギから道なりに約60km西に位置する。

## 歴史
2010年7月1日、ムピジ県の西部を割いて新設された。

## 経済
ムピジ県やブタンバラ県に比べて降水量が少なく、畜産や自給農業が中心である。

## 人口
- 1991年：11万9550人
- 2002年：13万3300人
- 2012年：15万2800人[4]
- 2014年：16万0075人